# Vicente Amigo

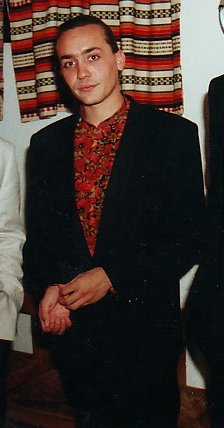
Vicente Amigo

Vicente Amigo Girol (Guadalcanal, 25 maart 1967) is een Spaanse flamencogitarist. Zijn eerste stappen in de flamenco werden gezet onder begeleiding van onder anderen Juan Muñoz (El Tomate) en Manolo Sanlúcar. Hij wordt gezien als een van de grote flamencogitaristen van de generatie na Paco de Lucía.

## Loopbaan
Na eerst gewerkt te hebben als begeleidend gitarist van zangers als El Pele en Camaron de la Isla, besloot Girol solo te gaan en concertgitarist te worden. In 1989 won hij het prestigieuze 'Concurso Nacional del Cante de las Minas de la Unión'. In 1991 verscheen zijn eerste soloalbum, getiteld De mi Corazón al Aire. In 2001 won hij voor zijn album Ciudad de las Ideas de Grammy Latino voor beste flamencoalbum.

## Discografie
1. De mi Corazón al Aire (1991)
2. Vivencias Imaginadas (1995)
3. Poeta (1997)
4. Ciudad de las Ideas (2000)
5. Un Momento en el Sonido (2005)
6. Paseo de Gracia (2009)
7. Tierra (2013)
8. Memoria de los Sentidos (2017)